# Costantino Corti
Pour les articles homonymes, voir Corti.
Costantino Corti (né en 1823 et mort en 1873) est un sculpteur italien originaire de Milan, dont l’œuvre la plus connue est une sculpture colossale de Lucifer (parfois intitulée Satan) qui fut exposée lors de l’exposition universelle de 1867 à Paris. On lui doit également plusieurs monuments commémoratifs, dont un dédié à Federico Borromeo et un autre à Giuseppe Piazzi.